# Stückgut (Heuberg)
Stückgut ist ein abgegangener Ortsteil der ehemaligen Gemeinde Heuberg bei Hilpoltstein im mittelfränkischen Landkreis Roth in Bayern.

## Lage
Die Einöde lag circa 800 Meter westlich von Auholz und circa einen Kilometer östlich von Heuberg auf circa 420 Meter NHN am nördlichen Rand eines Weihers. Von Hilpoltstein her führte eine Wegverbindung westlich an Stückgut vorbei nach Göggelsbuch.
Geographische Lage: 49° 12′ N, 11° 12′ O

## Ortsnamensdeutung
Der Ortsname kommt vermutlich von „stöckat“, das bedeutet „Ort bei Baumstümpfen (stoc)“, also bei einem früheren Wald.

## Geschichte
Stückgut ist nicht erwähnt in der Güterbeschreibung von Nürnberg von 1544, als das pfalz-neuburgische Amt Hilpoltstein an die Reichsstadt verpfändet war, muss also erst später entstanden sein. Die nächstmögliche Quelle, Christoph Vogels Beschreibungen des pfalz-neuburgischen Pflegamtes Hilpoltstein von 1604, kennt die Ansiedelung ebenfalls nicht. 1717 ist die Einöde in der Karte des Fürstentums Brandenburg-Ansbach von Johann Georg Vetter eingezeichnet und als „Stickhof“ bezeichnet. 1766 ist die Einöde als „Stuckhaus“ benannt. 1789 erscheint die Bezeichnung „Stuck-Guth“.
Im Königreich Bayern gehörte Stückgut um 1820 zu der Gemeinde Heuberg, zusammen mit dem Kirchdorf Heuberg, dem Dorf Altenhofen, der Einöde Aumühle, der zu dieser Zeit unbewohnten Lochmühle, dem Grashof (später zur Gemeinde Göggelsbuch gehörend), der Knabenmühle, der Kronmühle (später zur Gemeinde Birkach gehörend), der Lösmühle, dem Dorf Polsdorf (später zur Gemeinde Birkach gehörend), der Seitzenmühle und der Stephansmühle.
Über die Entwicklung von Stückgut lässt sich anhand teils amtlicher Verzeichnisse aussagen:
- 1818 standen in „Stükguth“ drei Häuser, in denen vier Familien mit insgesamt elf Personen lebten.[8]
- 1832 werden wiederum drei Häuser, dieses Mal mit zwölf Einwohnern, angegeben.[9]
- 1836 führen die Matrikel des Bistums Eichstätt 17 Bewohner an.[10]
- 1861 gehörten zur Gemeinde Heuberg nur noch Heuberg selber, Auholz,  Altenhofen, die Aumühle/Gittermühle, die Lochmühle und der Weiler „Stöckgut“, der nunmehr aus vier Gebäuden und zehn Einwohnern bestand.[11]
- 1875 wurden im Weiler „Stöckgut“ sechs Stück Rindvieh gehalten; gezählt wurden sieben Gebäude mit 17 Einwohnern.[12]
- Um 1900 ist von drei Wohngebäuden mit neun Einwohnern die Rede.[13]
- 1938 heißt es: „Stückgut bei Hilpoltstein, abg(egangen)“.[14]
- So nennt auch das amtliche Ortsverzeichnis Bayerns von 1961 unter der Gemeinde Heuberg Stückgut nicht mehr.[15]

Als im Zuge der Gebietsreform in Bayern die Gemeinde Heuberg am 1. Januar 1972 nach Hilpoltstein eingemeindet wurde, bestand sie nur noch aus den Ortsteilen Heuberg, Altenhofen, Auholz, Aumühle und Lochmühle.